# Лесное (Астраханская область)
Лесное — село в Лиманском районе Астраханской области России. Входит в состав Олинского сельсовета.

## География
Село Лесное расположено в 21 километре к востоку от посёлка Лиман (районный центр), на южном берегу ерика Чинтинка, отделяющего его от села Оля (центр сельского поселения).

## История
Историческое название — Коря (по всей видимости, от калм. Көрә — мёрзлый). Дата основания не установлена. Согласно сведениям, содержащимся в Памятной книжке Астраханской губернии на 1914 год посёлок Кёря относился к Яндыко-Мочажному улусу Калмыцкой степи Астраханской губернии, в посёлке имелось 42 дворов, проживало 52 души мужского и 50 женского пола.
В 1920 году посёлок был передан в состав Калмыцкой АО.
В 1930 году по решению общего собрания граждан поселков Коря, Забурунное, Зельма Олинского сельского Совета Икрянинского района Астраханского межрайона Нижневолжского края был образован колхоз им. Чкалова. 28 декабря 1943 года калмыцкое население было депортировано, колхоз им. Чкалова был включён в состав Лиманского района Астраханской области.
Посёлок Коря был переименован в село Лесное в ноябре 1952 года. 15 марта 1963 года колхоз им. Чкалова села Лесное был объединен с колхозом им. 22 съезда КПСС с центральной усадьбой в селе Оля, образован один колхоз им. Чкалова с центральной усадьбой в селе Оля.

## Население
| 1914 | 1916 |
| ---- | ---- |
| 102  | 100  |

| 2002 | 2010  | 2012  | 2013  | 2014  |
| ---- | ----- | ----- | ----- | ----- |
| 2174 | ↘2115 | ↗2218 | ↗2220 | ↗2221 |

Согласно результатам переписи 2002 года большинство населения посёлка составляли русские (83 %)

## Улицы
Гагарина, Заводская, Зелёная, Зои Космодемьянской, Колхозный пер, Ленина, Лермонтова, Маяковского, Мира, Молодёжная, Проездной пер, Свердлова